# Kościół Aniołów Stróżów w Ubiszkach
Kościół Aniołów Stróżów w Ubiszkach – katolicki kościół w Ubiszkach (Ubiškė), (Litwa).
Drewniany kościół postawiono w 1851 w miejscu starszego kościoła, zbudowanego w 1784.
Klasycystyczny budynek, zbudowany na planie prostokąta ma dwie  zakrystie i pięciobocznie zamknięte prezbiterium. Fasadę kościoła tworzy wgłębny portyk z trapezoidalnym szczytem oraz czterema kolumienkami. W 1896 nad szczytem dobudowano ośmioboczną wieżyczkę o dwóch kondygnacjach, ozdobioną czterema pinaklami
Obok kościoła stoi  dzwonnica zbudowana w 1835.
W wyposażeniu kościoła wyróżnia się neogotycki ołtarz i zdobiona ambona w stylu klasycystycznym.

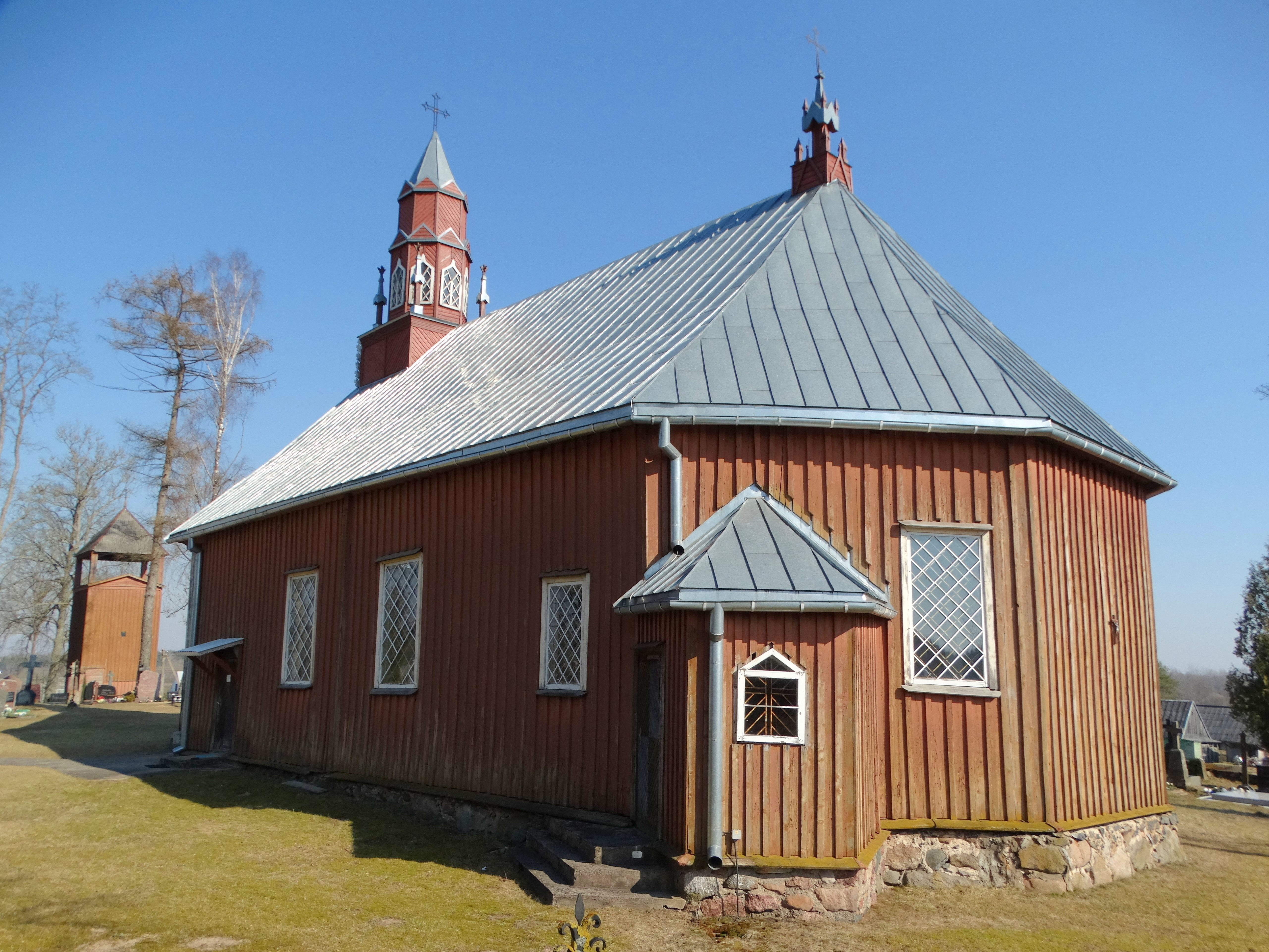